# Blagdan Sv. Križića
Blagdan svetog Križića je kršćanski blagdan koji se obilježava na otoku Hvaru. Obilježava ga se 6. veljače.

## Povijest
Došlo je do velike podjele između vlastele i pučana. 
Vlastela, odnosno plemići su se iskazali kao loša vlast, koja je iskazala nepodnošljivo nasilje, osornost i prijezir prema pučanima. Na nasilje pučani su odlučili uzvratiti istom mjerom, odnosno ubiti nekoliko plemića koji su silovali neke pučanke. Na dne veljače 1510. godine izbila je u Hvaru pobuna pučana protiv vlastele koja je upravljala Hvarskom komunom. Pobunjenim pučanima na čelu je bio kanonik stolne crkve i kapelan crkve Sv. Marije Anuncijate Matej Lukanić i Toma, sin admirala hvarske luke Nikole Bevilaque.
Zbog toga su se gnjevni pučani na tajnoj sjednici u kući admirala hvarske luke Nikole Bevilaque zakleli nad križem u sobi Tome Bevilaque da će zbog takva plemićkog ponašanja pobiti sve plemiće, da bi urota bila uspješnija i čvršća.
No zbilo se čudo. Večeri 6. veljače 1510. godine kći Tome Bevilaque čistila je raspelo iz očeve sobe i opazila da krvari. Preplašena Tomina kći isti je tren rekla ocu i djedu što se zbilo, na što su odmah pozvali kanonika Mateja Lukanića. Križić je u katedralu. Katedrala se vrlo brzo ispunila vjernicima, i Hvaranima i došljacima, mornarima i trgovcima koji su tog dana bili u Hvaru. Pučani su se dali u pokoru. Već sutradan okupilo se mnoštvo vjernika u hvarskoj katedrali koje je sudjelovalo u procesiji koja je išla preko hvarskoga trga.
Svi su hvarski vjernici shvatili krvarenje raspela kao Božju opomenu. Organizatorima urote bio je to znak da se nasilje ne može rješavati nasiljem, i da Bog, koji je ljubav, ne će biti jamac za zlo.
Diljem grada i otoka Hvara počele su procesije Za križen. Od tad se na Hvaru naveliko štuje i časti Križ Kristov. Župa Svirče osobito se ističe u štovanju.
Križić koji je prokrvario i okrvavljeno platno danas se čuvaju u Hvarskoj katedrali. Povremeno ih se izlaže posjetiteljima, najviše u vrijeme korizmenih petaka.